# Битва при Стекете
Битва при Стекете (швед. Battle of Stäket) — сражение в Северной войне, в котором русские войска попытались пройти через пролив Баггенсстекет (очень узкий проход в Стокгольмском архипелаге) для разведки фарватеров на Стокгольм. Десантный отряд достиг крепости Ваксхольм, но после контратаки шведской пехоты русские отступили.
В 1719 году русская армия совершила несколько рейдов на побережье Швеции с целью "принуждения к миру". Для обеспечения этой десантной операции были привлечены 21 линейный корабль, 132 галеры, 26 тыс. десантных войск. В июле русские войска стали сжигать города, фабрики и заводы на побережье, имея указание мирное население не убивать. Десантные отряды разорили побережье на сотни километров. Малочисленные шведские войска не оказывали достойного сопротивления.
13 августа отряд галер с десантом подошел к берегам Баггенстекета. До Стокгольма оставалось 15 км. Было высажено 2 отряда: на правый берег под командованием полковника Барятинского, на левый - под командованием полковника Стрекалова. Десанту было приказано далеко от берега не отходить, разведать нахождение укреплений и судов неприятеля, если попадутся королевские заводы или хлеб на полях - все сжечь. 
Русский отряд состоял из 6 батальонов, всего до 3 тыс. человек. Шведские историки называют цифру 6 тыс. человек. 
Отряд Барятинского, двигаясь вдоль пролива, атаковал обнаруженный редут с 400 шведами. Несколько шведских судов огнем орудий поддерживали свои войска. Из Стокгольма спешно был переброшен Седерманландский полк в 800 человек. 
Противники вели перестрелку, переходя в штыковые схватки. Бой длился 1,5 часа и закончился с наступлением темноты. Русские части понесли потери в  104 убитых и 328 раненных. Шведские части потеряли 30 человек убитыми и 71 ранеными. В наступившей темноте русские десантные отряды вернулись на суда.  
Ввиду неопределённости результата боя каждая из сторон объявила о своей победе. Шведские части остались в предместьях Стокгольма и русских при отходе не преследовали. Командир полка Рутгер Фукс был объявлен спасителем столицы и получил звание генерал-майора. Русские десантные операции на побережье Швеции продолжились. 
В 1905 году на  месте сражения был открыт памятник. 
В 2014 году на этом месте открыт музей.